# Смольяков, Эдуард Римович
Эдуард Римович Смольяков (род. 1 марта 1938, Москва) — математик, доктор физико-математических наук, профессор кафедры нелинейных динамических систем и процессов управления факультета ВМК МГУ.

## Биография
Родился 1 марта 1938 года в Москве. Окончил среднюю школу № 10 г. Москвы (1956), Московский физико-технический институт (1962), аспирантуру МФТИ (1965).
Кандидат физико-математических наук (1968), тема диссертации: «Некоторые вариационные задачи динамики полета космических аппаратов» (научный руководитель А. И. Курьянов). Доктор физико-математических наук (1988), тема диссертации: «Теория согласованного управления конфликтующими системами». Ученые звания: старший научный сотрудник (1982), профессор (с 1993).
В Московском университете работает с 2002 года в должности профессора кафедры нелинейных динамических систем и процессов управления факультета вычислительной математики и кибернетики.
До перехода в МГУ работал в ЦАГИ (1965—1967), в Институте прикладной математики АН СССР (1967—1974), в Институте проблем управления (1974—1976), в Институте системного анализа РАН (1976—2002), в последние годы в должности главного научного сотрудника. Преподавал различные разделы математики в МФТИ и МЭИ (1968—1969), в МВТУ имени Н. Э. Баумана (1989—2004). Лауреат премии МАИК «Наука/ Интерпериодика» (2002) за серию публикаций (1999—2002) в журнале «Дифференциальные уравнения».
Область основных научных интересов: теория игр, оптимальное управление, механика, философия. Смольяков получил фундаментальные результаты в этих областях и ряде других дисциплин: получил синтез оптимального управления крылатым аппаратом типа космического челнока при его выведении с орбиты вокруг Земли на взлетно-посадочную полосу аэродрома (1962); сформулировал и доказал принцип максимума для задач оптимального управления с нерегулярными фазовыми ограничениями (1963—1964); ввёл в дифференциальные игры понятие смешанной стратегии (1969); разработал игровые экономические модели мировой экономики (1976—1979).
Смольяковым (1980-е) создано новое научное направление — теория принятия предложений, на основе которого им построена общая теория конфликтов и новая теория игр, включающая в себя в качестве частного случая классическую теорию и позволяющая в отличие от последней решать любые игровые и произвольные конфликтные задачи. Занимался исследованием неопознанных физических явлений (1990-е), опубликовал две монографии по этой тематике. Ввёл понятия (2003—2007) двойственной (магнитной) вселенной и обобщённого закона Ньютона и разработал на их основе теорию быстрых межзвёздных полётов и общие уравнения электромагнитного поля. Заложил начала (2007) нового научного направления — экстремальной теории размерностей, в рамках которого нашёл ряд новых фундаментальных физических постоянных и разработал теорию получения дифференциальных уравнений любых динамических процессов, опираясь только на физические константы и не пользуясь никакими физическими законами, а получая эти законы попутно математическим путём. Нашёл универсальные уравнения движения и изменения любых процессов, обеспечивающие перемещение с полной самокомпенсацией инерциальных сил (перегрузок), с остановкой внутреннего времени и с возможностями управления временем (управления переходами в прошлое и будущее).
В университете читает лекции и ведёт занятия по специальным дисциплинам: «Теория конфликтов и дифференциальные игры» и «Обобщенное оптимальное, конфликтное и стохастическое управление».
Автор более 370 научных публикаций, в числе которых несколько монографий.